# Flammulina (slak)
Flammulina is een geslacht van slakken uit de familie Charopidae.

## Soorten
- Flammulina albozonata N. Gardner, 1969
- Flammulina arboricola (Iredale, 1913)
- Flammulina chiron (Gray, 1850)
- Flammulina cornea (Hutton, 1882)
- Flammulina crebriflammis (L. Pfeiffer, 1853)
- Flammulina feredayi (Suter, 1891)
- Flammulina jacquenetta (Hutton, 1883)
- Flammulina lateaperta Dell, 1955
- Flammulina olivacea (Suter, 1892)
- Flammulina perdita (Hutton, 1883)
- Flammulina tepakiensis N. Gardner, 1977
- Flammulina zebra (Le Guillou, 1842)